# Sol de Miró

Logotipo vectorizado.

El logotipo de la marca país de España, más conocido como logotipo de España o Sol de Miró, es la imagen simbólica y representativa de la marca país de España, considerada un caso exitoso de country branding. Fue diseñada por el pintor español Joan Miró en 1983 a petición del Gobierno de España para identificar al país como destino turístico internacional. Es propiedad de Turespaña y su logo oficial.
El Sol de Miró fue el primer símbolo de carácter abstracto que se ha usado para identificar a un país, y contribuyó de manera determinante a forjar una nueva imagen de España. Según la Organización Mundial del Turismo, España es el cuarto país con más visitas anuales, 4,7 millones en 2020. El modelo de turismo español ha sido imitado por multitud de países, que tras el nacimiento de la Marca España diseñaron sus propios logotipos.

## Descripción del logotipo

### Análisis formal
Posee un ratio de 32:35 (6.4 × 7) y está conformado por los siguientes colores:
- negro (#1B161C)
- amarillo (Pantone Yellow C, #FFEA00)
- rojo (Pantone 1795C, #E42719)
- verde (Pantone 360 C, #7CB165)

A pesar de que el logotipo es casi tricolor, una pequeña área es de color verde pálido y sirve de contraste visual. Rojo, amarillo y verde son colores análogos de gama cálida. Una versión en escala de grises es ofrecida en la Estrategia de Marketing del Instituto de Turismo de España, los cuales son 70% gris para el verde, 15% gris para el amarillo, y 50% gris para el rojo.
En el Sol de Miró se distinguen una estrella con forma de asterisco en la esquina superior izquierda y un círculo en el centro que representa el sol de España. El relleno del sol es rojo y el trazo es negro y grueso, además de un trazo parcial amarillo que lo envuelve.
La distribución de la estrella y el círculo equilibran la composición. La palabra «ESPAÑA» de la parte inferior están escritas a mano con brocha en una caligrafía negra e irregular. Algunas de sus partes están también coloreadas.

### Conceptualización
El concepto del logo se puede resumir en el nombre de la campaña: Spain everything under the sun ('España todo bajo el Sol'). El todo implica diversidad, reflejado en las formas desiguales de la palabra escrita, mientras que la paleta de colores representa la bandera de España. Según el investigador F. Parra Montero, el sol en la obra de Miró representa la mediterraneidad del artista, es decir, su cultura y su forma de vivir, y aparece en varios de sus cuadros, como Personaje delante del sol (1968), Autorretratos IV y II (1938) o el Mural del Sol (1957) que se encuentra en la sede de la UNESCO de París.

## Historia
Fue diseñada por el pintor español Joan Miró en 1983 a petición de Ignacio Vasallo, director general de Turespaña, el instituto de turismo público español. En un principio el encargo fue para el equipo técnico de la Dirección General, pero «sólo recibió propuestas que recordaban a Naranjito, por lo que se vio en la necesidad de acudir a grandes pintores españoles y aún vivos en aquel momento» (Parra Montero, 2018). Vasallo comentó en entrevistas posteriores que antes de acudir a Miró, había escrito a Dalí y a Tàpies, pero de ninguno obtuvo respuesta.
La primera campaña en la que salió el Sol de Miró como logo oficial de España fue Spain everything under the sun ('España todo bajo el Sol'), que tuvo lugar entre 1984 y 1990. Previamente, los gobiernos autonómicos de España ya habían hecho sus propias campañas turísticas, pero esta sería la primera campaña lanzada por España como un todo.
La estrella y el sol fueron tomados de un cartel que Miró realizó en 1967 para una exposición-homenaje a Picasso, en la Fundación Maeght (Saint Paul de Vence), y la palabra «España» fue tomada del cartel La Fiesta que Miró había creado un año antes para representar a España en el Mundial de Fútbol de 1982. Esta selección fue llevada a cabo por Aureliano Torrente, Alejandro Gómez y Francesc Farreras. Este último ejecutó la composición bajo el beneplácito de Miró. El pintor no quiso cobrar nada por él, y donó los derechos de imagen «por el Rey y por el Gobierno». Fue su última obra antes de morir, pocos meses después, a los noventa años.
El logo ha salido en otras campañas posteriores de la Marca España:
- 1984-1990: Spain everything under the sun
- 1991-1994: Passion for life
- 1995-1997: Spain by
- 1998-2001: Bravo Spain
- 2002-2003: Spain marks
- 2004-2009: Smile! You are in Spain
- 2008: Spain. 25 years beyond the sun
- 2010-2011: I need Spain
- 2017: Spain is part of you
- 2021: You deserve Spain

## Recepción
El consultor de posicionamiento estratégico Jack Trout, fundador de Trout & Partners, comentó que el logo de Miró es «espectacular». Bill Baker, reconocido por su posicionamiento de marcas de turismo, considera el Sol de España como «una referencia a nivel mundial». En un artículo de enero de 2003 en The New York Times, Sarah Baker señalaba: 

¿Por qué todo el mundo piensa que un nuevo logo de un país funciona? A causa de España. Hace dos décadas Joan Miró diseñó un impactante y caluroso símbolo para promover el turismo. Gracias en parte al logo de España, la imagen de este país ya no está asociada a Franco, la Guerra Civil y Don Quijote. Hoy es un país de vino (Rioja), cine (Almodóvar) y arte (Miró)
Sarah Baker para The New York Times

Es también uno de los 29 logotipos del libro TM: Las historias no contadas tras 29 logos clásicos (2014), de Mark Sinclair, que lo describe como «uno de los logos más perdurables del mundo».
Sin embargo, el logotipo también tiene sus críticos, especialmente durante sus primeros años de uso; por aquella época lo calificaron como «el huevo frito de Miró».

## Sol de Miró en la cultura

Logotipo de ¡Olé!

- El logo de la Real Federación Española de Fútbol entre 1990 y 2021 se inspiraba en el Sol de Miró.[20]
- La antigua página web Olé, el primer buscador de habla hispana, fundado en 1996, tenía un logo inspirado en el Sol de Miró.[21]
- La carátula del álbum Sevillanas para Bailar (2001), tiene una tipografía inspirada en el Sol de Miró.[22]
- En 2009, el músico Salvador Brotons compuso la obra El Sol de Miró, aludiendo a esta imagen.
- Correos ha lanzado múltiples sellos con el sol de Miró o con diseños inspirados en él.[23][24]
- La portada del diario El Mundo Salud del 20 de junio de 2021 es una versión del Sol de Miró para representar a un coronavirus, por el ilustrador G. Sanz.[25]